# Florian Krüger
Florian Krüger (Staßfurt, 13 februari 1999) is een Duitse voetballer die doorgaans als aanvaller speelt.

## Carrière

### Erzgebirge Aue
Op 24 november 2018 maakte Krüger zijn professionele debuut voor Ertsgebergte Aue in de 2. Bundesliga in de uitwedstrijd tegen VfL Bochum. Hij assisteerde Pascal Testroet in de 2e minuut voor Aue's openingstreffer, de wedstrijd eindigde in een 2-1 nederlaag. Op 5 november 2020 werd zijn contract verlengd tot en met 30 juni 2023.

### Arminia Bielefeld
Op 23 juni 2021 tekende Krüger bij Arminia Bielefeld een contract van vier jaar voor een bedrag van één miljoen.

### FC Groningen
Op 30 augustus 2022 verkaste Krüger naar FC Groningen waar hij een contract van 4 jaar tekende met optie tot nog een seizoen.

#### Verhuur aan Eintracht Braunschweig
Aan het einde van de transferperiode in het seizoen 2023/24 werd Krüger verhuurd aan het Duitse Eintracht Braunschweig tevens werd er met de club uit de 2. Bundesliga een optie tot koop afgesproken.
Medio 2024 werd hij gecontracteerd door Beerschot. In februari 2025 werd hij verhuurd aan 1. FC Saarbrücken in de 3. Liga.

## Clubstatistieken
| Seizoen         | Club                     | Competitie      | Competitie | Competitie | Beker | Beker | Internationaal | Internationaal | Overige | Overige | Totaal | Totaal |
| Seizoen         | Club                     | Competitie      | Wed.       | Dlp.       | Wed.  | Dlp.  | Wed.           | Dlp.           | Wed.    | Dlp.    | Wed.   | Dlp.   |
| --------------- | ------------------------ | --------------- | ---------- | ---------- | ----- | ----- | -------------- | -------------- | ------- | ------- | ------ | ------ |
| 2018/19         | FC Erzgebirge Aue        | 2. Bundesliga   | 16         | 2          | 0     | 0     | 0              | 0              | -       | -       | 16     | 2      |
| 2019/20         | FC Erzgebirge Aue        | 2. Bundesliga   | 32         | 7          | 2     | 1     | 0              | 0              | -       | -       | 34     | 8      |
| 2020/21         | FC Erzgebirge Aue        | 2. Bundesliga   | 34         | 11         | 1     | 0     | 0              | 0              | -       | -       | 35     | 11     |
| Totaal          | Totaal                   | Totaal          | 82         | 20         | 3     | 1     | 0              | 0              | -       | -       | 85     | 21     |
| 2021/22         | DSC Arminia Bielefeld    | Bundesliga      | 27         | 1          | 2     | 0     | 0              | 0              | -       | -       | 29     | 1      |
| 2022/23         | DSC Arminia Bielefeld    | 2. Bundesliga   | 4          | 0          | 1     | 0     | 0              | 0              | -       | -       | 5      | 0      |
| Totaal          | Totaal                   | Totaal          | 31         | 1          | 3     | 0     | 0              | 0              |         |         | 34     | 1      |
| 2022/23         | FC Groningen             | Eredivisie      | 22         | 4          | 1     | 0     | 0              | 0              | -       | -       | 23     | 4      |
| 2023/24         | FC Groningen             | Eerste divisie  | 0          | 0          | 0     | 0     | 0              | 0              | 0       | 0       | 0      | 0      |
| 2023/24         | → Eintracht Braunschweig | 2. Bundesliga   | 6          | 0          | 0     | 0     | –              | –              | 0       | 0       | 6      | 0      |
| carrière totaal | carrière totaal          | carrière totaal | 141        | 25         | 7     | 1     | 0              | 0              | 0       | 0       | 148    | 26     |

Bijgewerkt t/m 21 oktober 2023.